# Oiapoque

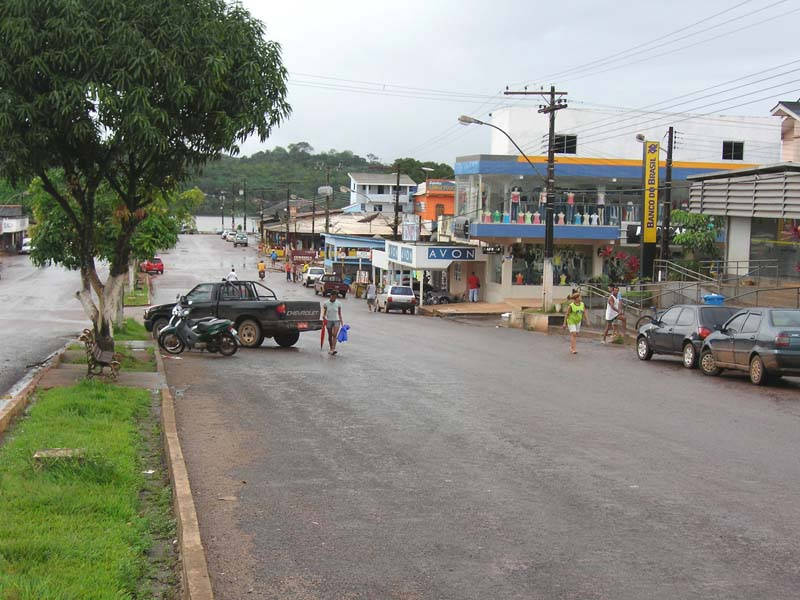
Vista de Oiapoque, en Brasil. El río es visible en el fondo de la imagen.

Oiapoque es un municipio brasileño en el estado de Amapá al norte de Brasil en la frontera con la Guayana Francesa. Tiene un área de 22.625 km², su población se estimaba al 2005 en 16.226 habitantes.

## Origen del nombre
La palabra Oiapoque tiene un origen tupí-guaraní siendo una derivación del término “oiap-oca”, que significa “Casa de los Waiapi”.

## Historia
Los primeros habitantes de región fueron los antepasados de los Waiapi que ocupaban la extensión territorial del río Oyapoque, desde Galibi y Palikur, y se concentraban en el valle del río Uaçá y sus afluentes. 
Durante el periodo colonial, el municipio de Oiapoque perteneció a la capitanía de Cabo Norte. A principios del siglo XVI, los portugueses en América lo establecieron como un punto de avanzada para extender su dominio territorial.
El municipio se originó de la morada de un mestizo de nombre Emile Marinic quien fuera el primer habitante no indígena de la población. Debido a esto la localidad se empezó a llamar Martinica, y aún hoy, sus habitantes más antiguos lo conocen con esa denominación.
En 1907, el gobierno federal estableció el primer destacamento militar del municipio, el cual sirvió como claustro para prisioneros políticos.

## Geografía

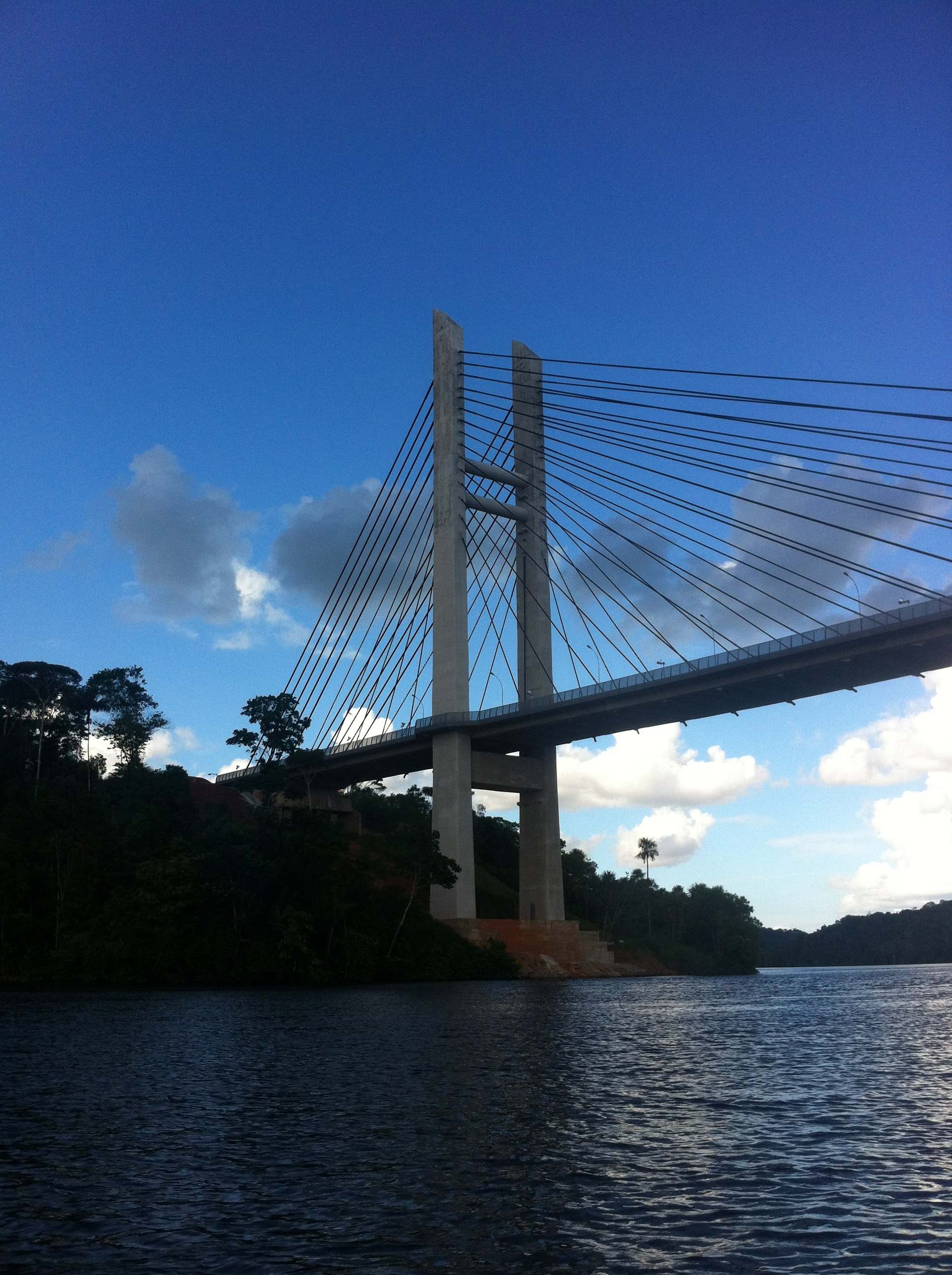
Puente internacional sobre el río Oyapoque, el cual conecta a Oiapoque (Brasil) con Saint-Georges-de-l'Oyapock (Francia).

El municipio de Oiapoque está ubicado en la parte más septentrional del estado de Amapá. Limita al norte con la ciudad francesa de Saint-Georges-de-l'Oyapock y al sur con los municipios de Calçoene, Serra do Navio y Pedra Branca do Amapari. Al oriente está bañado por el océano Atlántico y al occidente limita con el municipio de Laranjal do Jari.